# Уийлър (град, Орегон)
Уийлър (на английски: Wheeler) е град в окръг Тиламук, щата Орегон, САЩ. Уийлър е с население от 391 жители (2000) и обща площ от 1,9 km². Намира се на 11,3 m надморска височина. ЗИП кодът му е 97147, а телефонният му код е 503.